# Anastasia Phillips
Anastasia Phillips, född 8 september 1972 i Toronto, är en kanadensisk skådespelare.
Phillips har bland annat medverkat i TV-serierna Reign och Moonshine.

## Filmografi (i urval)
- 2012–2014 – Bomb girls (TV-serie)
- 2017 – Reign (TV-serie)
- 2021–2023 – Moonshine (TV-serie)